# Luis Candelaria
Luis Cenobio Candelaria (29 de octubre de 1892 - San Miguel de Tucumán, 23 de diciembre de 1963) fue un teniente y piloto militar, del Ejército Argentino, que cruzó la cordillera de los Andes, uniendo las localidades de Zapala (Argentina) y Cunco (Chile), en un avión Morane-Saulnier Parasol de 80 caballos de fuerza, el 13 de abril de 1918, en un tiempo de vuelo de 2 horas y 30 minutos, alcanzando los 4.000 m s. n. m.. El gobierno de la nación argentina le dio el título de Aviador Militar por dicha hazaña.

## Homenajes

### Aeropuerto Internacional Teniente Luis Candelaria
El Aeropuerto Internacional Teniente Luis Candelaria es el Aeropuerto Internacional de San Carlos de Bariloche Teniente Luis Candelaria, (IATA: BRC; OACI: SAZS), se encuentra en Bariloche, provincia de Río Negro, Argentina, lleva el nombre del piloto argentino que cruzó la cordillera de los Andes por primera vez en el año 1918, considerándose una hazaña para la época.
Musica
En el año 2019 el músico-compositor Zapalino Matías Hermosilla realizó una Obra musical denominada "Luis Candelaria" , que posee tres movimientos musicales:
1° Candelaria
2° Candelaria y El cóndor
3° El vuelo.

### Escuela primaria N°3 Teniente aviador Luis Candelaria
En la ciudad de Zapala la escuela primaria N°3 lleva el nombre del Teniente aviador Luis Candelaria. A pesar de que falleció en San Miguel de Tucumán, en esta ciudad descansan sus restos, respetando los deseos del Teniente Candelaria. Su tumba tiene grabada la inscripción "13 de abril de 1918".

### Escuela de Educación Técnica N° 3 "Teniente Luis Cenobio Candelaria"
En la ciudad de Paraná, la escuela EET N° 3 (La base), que se encuentra dentro de la Segunda Brigada Aérea, lleva el nombre de Teniente Luis Cenobio Candelaria.

### Sección de Aviación de Ejército de Montaña 6 "Capitan de Ingenieros Aviador Militar Luis Cenobio Candelaria"
En el Aeropuerto Internacional Juan Domingo Peron de la ciudad de Neuquén, se encuentra ubicada la Sección de Aviación de Ejército de Montaña 6, dependiente de la Jefatura de Agrupación de Aviación de Ejército 601 y en el marco de la Sexta Brigada de Montaña, brindando apoyo en el ambiente geográfico particular de montaña a esta Gran Unidad.